# Jean Denoize
Jean Denoize est un homme politique français, né le 25 mars 1801 aux Mées (Alpes-de-Haute-Provence) et mort dans la même commune le 18 janvier 1885.

## Biographie
Il est élu député des Basses-Alpes le 23 avril 1848 et démissionne dès le 16 novembre 1848 au prétexte qu'il jugeait son mandat accompli.

## Pour approfondir